# Atrazin
Atrazin, 2-chlor-4-ethylamino-6-(isopropylamino)-s-triazin, je syntetický herbicid.

## Vlastnosti a použití
Za běžných podmínek bezbarvá krystalická látka s teplotou tání 175 – 177 °C. Používá se jako herbicid proti dvouděložným plevelům při pěstování kukuřice, cukrové třtiny, sóji, ale také v lesnictví[zdroj?]. V ČR již není registrován a v Evropské unii je zakázán od 1. srpna 2005 na základě rozhodnutí Evropské komise 2004/248/EC. V USA a řadě dalších zemí světa se stále používá v množství desítek tisíc tun ročně[zdroj?]. Jako náhrada se používá např. acetochlor.

## Vlivy na životní prostředí
Atrazin může působit jako endokrinní disruptor u některých obojživelníků, je poměrně perzistentní (poločas rozpadu 2 roky).[zdroj?]

## Vlivy na zdraví člověka
Pro člověka poměrně málo toxický. Způsobuje podráždění kůže a očí, alergii, nevolnost a zvracení. U zvířat působí toxicky na nervový systém, játra a ledviny. Mezinárodní agentura pro výzkum rakoviny (IARC) ho klasifikuje jako možný lidský karcinogen (kategorie 2B).